# 巴勒斯坦驻华大使馆
巴勒斯坦驻华大使馆（阿拉伯语：سفارة دولة فلسطين لدى الصين），是巴勒斯坦国在中华人民共和国的最高外交代表机构。馆址位于中国北京市朝阳区三里屯东3街2号。

## 历史
1965年5月，巴勒斯坦解放组织在北京设立办事处，中国政府给予外交机构待遇。1988年11月20日，中华人民共和国宣布承认巴勒斯坦国并建交。12月31日，巴解组织驻北京办事处变更为巴勒斯坦国驻华大使馆，办事处主任改任驻华大使。